# Emanuel Ginobili
Emanuel David Ginóbili, argentinski košarkar, * 28. julij 1977, Bahía Blanca.

## Družina in osebno življenje
Ginóbili prihaja iz košarkarske družine. Njegova brata Leandro in Sebastian sta prav tako košarkarja, prvi je igral v argentinski ligi, drugi pa v španski ligi. Rojen je v argentinskem primorskem pristaniškem mestu Bahia Blanca, kjer je začel svoje prve košarkarske korake. Njegov oče Jorge je bil trener domačega kluba Bahia Blanca, ki je bil Emanuelov prvi klub.
Kot mnogo Argentincev ima tudi Ginobili italijanske korenine. Zaradi tega govori Italijansko, špansko, in tudi angleško. Leta 2004 se je poročil z Many Orono.

## Profesionalna kariera

### Argentina in leta v Italiji
Ginobili je kot profesionalni košarkar debitiral v Argentinski ligi za ekipo Andino Sport Club v mestu La Rioja, kjer je igral v letih 1995-1996. Zatem je prestopil v klub Estudiantes de Bahía Blanca, od koder je leta 1998 prestopil v tedaj izjemno močno Italijansko ligo. Njegov prvi klub v Italiji je bila Reggio Calabria. Tu je z odličnimi igrami pritegnil pozornost velikih evropskih kubov med drugimi tudi Kinderja iz Bologne, kateremu se je pridružil leta 2000. Klub je tedaj vodil znameniti italijanski trener Ettoreja Messine, ki je sestavil izjemno moštvo v katerem so poleg Ginobilija med drugim igrali še Marko Jarić ,Antoine Rigadeau ter  Matjaž Smodiš. Ginobili je kot vodja ekipe pripeljal klub do osvojitve številnih naslovov. Leta 2001 je tako s klubom osvojil Italijansko prvenstvo Lega A, v letih 2001 in 2002 pa Italijanski pokal. Leta 2001 so osvojili tudi Evroligo, v finalu pa je bil izbran tudi za najkoristnejšega igralca turnirja (MVP). Za MVP igralca je bil izbran tudi v italijanski ligi v letih 2000–01 in 2001–02. Trikrat je igral na All Star italijanske lige.

### San Antonio Spurs
Pri San Antoniu Spursih so z njim podpisali pogodbo takoj po koncu Svetovnega prvenstva 2002 v Indianapolisu. Kjer se je ob bok postavil takrat bodoči zvezdi lige NBA Jao Mingu in zvezdam lige Dirku Nowitzkemu, Peja Stojakoviću, ... Na tem prvenstvu je Argentini prispeval levji delež pri osvojitvi drugega mesta, izgubili so samo proti Srbiji in Črni gori in to po podaljških čeprav bi morali sodniki par sekund pred koncem dosoditi proste mete za Argentino a jih niso. Že v prvem letu je Ginobili s Spursi zmagal v Zahodni Konferenci bil je naj novinec v mesecu marcu, igral na All-Rookie tekmi, San Antonio Spurs so v tej sezoni naredili svoj rekord v razmerju znag in porazov 60-22, v playoffu so premagali še favorite L.A. Lakerse, Dallas Maverickse in v finalu lige NBA še New Jersey Netse. Po zmagi v NBA so ga v Argentini imenovali za športnika leta po izboru časopisa Clarín in prejel nagrado iz rok takrat predsednika Argentine Néstorja Kirchnerja. Tako je Ginobili že v prvi sezoni bil eden izmed glavnih igralcev Gregga Popovicha.
V naslednji sezoni 2003-04. V tej sezoni je igral kar na 77 tekmah. Njegova statistika je bila za drugo sezono neverjetna. Na tekmo je dosegel povprečno: 12,8 točk, 4,5 skokov, 3,8 podaj in 1,8 ukradenih žog. V konferenčnem finalu Playoffa so se Spursi pomerili z L.A. Lakersi. Na peti tekmi je Derek Fisher košarkar Lakersov sumljivo v zadnji sekundi zadel koš za zmago. Na koncu je San Antonio v zmagah izgubil 2-4. Kljub temu da Ginobili ni začel končnice, je v njej zbral povprečno 13,0 točk, 5,3 skokov in 3,1 podaj na tekmo.
V naslednji sezoni  2004-05 je s Spursi podaljšal pogodbo in začel vse tekme. To je bila do zdaj njegova najuspešnejša sezona v kateri so ga trenerji lige NBA izbrali za rezervo v moštvu Zahodne konference Western Conference na All-Star tekmi. Med Playoffom je bil Ginobili eden ključnih košarkarjev pri Spursih in je ogromno pripomogel k osvojitvi njihovega tretjega naslova prvaka lige NBA. Spursi so na v Konferenčnem finalu [Playoff|Playoffa] v zmagah s 4:1 premagali ekipo Phoenix Suns nato pa v finalu še v sedmi zelo defenzivni tekmi Detroit Pistonse. Ginobili je naredil rekord kariere v Playoff tekmah s 20.8 točkami na tekmo in s 5.8 skokov na tekmo in imel tretji največji točkovni izid v končnici. Kandidiral je za NBA Finals MVP Award (nagrado za najkoristnejšega igralca finala),a ga je tesno premagal klubski soigralec Tim Duncan. Sezono 2004-05 je končal kot drugi najboljši  strelec moštva. Med sezoni si je z nogometašem Carlosom Tevezem razdelil nagrado Olimpias de Oro (argentinski športnik leta).
V sezoni sezoni 2005-06 je imel Ginobili kar nekaj težav s poškodbami. Igral je le na 65 tekem. Med končnico se je vrnil v staro formo, vendar Spursi niso uspeli obraniti naslova prvaka, saj so izpadli proti Dallas Mavericksom v konferenčnem polfinalu.
V sezoni 2006-07 so imeli Spursi energično klop in Ginobili je s klopi po navadi vstajal v drugem polovici sezone in močno pomagal San Antonio Spursom k najboljšemu dosežku v drugem delu sezone. Ginobilijeve števlike ki prikazujejo njegove dosežke med tekmami so se zelo približale k točkam iz sezone 2004-05 klub temu da je začel le 36 od 75 tekem je bil to njegov drugi najboljši izkupiček v karieri lige NbA. V končnici je pomagal pri izločitvi: Denver Nuggetsov, Phoenix Sunsov, Utah Jazzov in v finalu Cleveland Cavaliersov za osvojitev svjega tretja ter četrtega za San Antonio Spurse v njihovi zgodovini.

## NBA statistika kariere
Pravilno do 21 November 2007
| Regular season | Ekipa       | GP  | MPG  | SPG | BPG | RPG | APG | PPG  | FG%   | 3P%   | FT%   |
| -------------- | ----------- | --- | ---- | --- | --- | --- | --- | ---- | ----- | ----- | ----- |
| 2002–03        | San Antonio | 69  | 20.7 | 1.4 | 0.2 | 2.3 | 2.0 | 7.6  | 0.438 | 0.345 | 0.737 |
| 2003–04        | San Antonio | 77  | 29.4 | 1.8 | 0.2 | 4.5 | 3.8 | 12.8 | 0.418 | 0.359 | 0.802 |
| 2004–05        | San Antonio | 74  | 29.6 | 1.6 | 0.4 | 4.4 | 3.9 | 16.0 | 0.471 | 0.376 | 0.803 |
| 2005–06        | San Antonio | 65  | 27.9 | 1.6 | 0.4 | 3.5 | 3.6 | 15.1 | 0.462 | 0.382 | 0.778 |
| 2006–07        | San Antonio | 75  | 27.5 | 1.4 | 0.4 | 4.4 | 3.5 | 16.5 | 0.464 | 0.396 | 0.860 |
| 2007–08        | San Antonio | 12  | 29.2 | 2.1 | 0.5 | 5.4 | 4.7 | 20.5 | 0.486 | 0.431 | 0.837 |
| Kariera        |             | 372 | 27.2 | 1.6 | 0.3 | 3.9 | 3.4 | 13.9 | 0.453 | 0.378 | 0.805 |

| Končnica | Ekipa       | GP | MPG  | SPG | BPG | RPG | APG | PPG  | FG%   | 3P%   | FT%   |
| -------- | ----------- | -- | ---- | --- | --- | --- | --- | ---- | ----- | ----- | ----- |
| 2002–03  | San Antonio | 24 | 27.5 | 1.7 | 0.4 | 3.8 | 2.9 | 9.4  | 0.386 | 0.384 | 0.757 |
| 2003–04  | San Antonio | 10 | 28.0 | 1.7 | 0.1 | 5.3 | 3.1 | 13.0 | 0.447 | 0.286 | 0.818 |
| 2004–05  | San Antonio | 23 | 33.6 | 1.2 | 0.3 | 5.8 | 4.2 | 20.8 | 0.507 | 0.438 | 0.795 |
| 2005–06  | San Antonio | 13 | 32.8 | 1.5 | 0.5 | 4.5 | 3.0 | 18.4 | 0.484 | 0.333 | 0.839 |
| 2006–07  | San Antonio | 20 | 30.1 | 1.7 | 0.2 | 5.5 | 3.7 | 16.7 | 0.401 | 0.384 | 0.836 |
| Kariera  |             | 90 | 30.4 | 1.5 | 0.3 | 5.0 | 3.5 | 15.6 | 0.447 | 0.383 | 0.808 |

## Ekipa Argentine
Medalje z državno reprezentanco Argentine
Ginobili je član argentinske reprezentance, zanjo je debitiral na Svetovnem prvenstvu leta 1998  v Atenah. Na Svetovnem prvenstvu leta 2002 v Indianapolisu je vodil ekipo Argentine vse do finala, kjer pa zaradi poškodbe ni mogel igrati in Argentina je finalno tekmo proti Srbiji in Črni gori izgubila. Razočaranje zaradi neosvojitve zlate medalje je popravil dve leti kasneje na Olimpijskih igrah leta 2004 v Atenah, ko je z ekipo Argentine osvojil zlato medaljo in s tem so s soigralci postali prva ekipa poleg ZDA ki so osvojili ta naslov v zadnjih 16. letih. Turnir je zaznamoval z izjemnim košem v tekmi proti Srbiji in Črni gori 0,7 sekunde pred koncem, s čimer se je Argentina maščevala za poraz v finalu Svetovnega prvenstva. Na turnirju je bil izbran za najkoristnejšega igralca turnirja (MVP), saj je na tekmo dosegel povprečno 19,3 točke na tekmo ter 3,3 podaj na tekmo.

## Igralčev profil
Ginobili je levičar in večino časa igra na položaju visokega branilca,dobro pa se znajde tudi na položaju nizkega krila ter zaradi odličnega pregleda nad igro in kreativnosti tudi na mestu organizatorja igre. Je izjemno vsestranski igralec. 

"Pripravljen je narediti vse za zmago, in prikazati svojo najvišjo stopnjo pripravljenosti, vsako minuto ko je na igrišču."

Gregg Popovich končnice lige NBA 2005
Ginobili je eden najtrofejnejših igralcev, saj je edini igralec v zgodovini košarke, ki je osvojil tako Evroligo, zlato na Olimpijskih igrah in tudi naslov prvaka v ligi NBA. Je prvi neameričan, ki je osvojil ligo NBA ter obenem tudi naslov prvaka na Olimpijskih igrah ter šele drugi Latino Američan, ki je bil izbran za igranje na NBA All Star tekmi (po Panamcu Rolandu Blackmanu). V letu 2007 je ESPN-ov športni novinar John Hollinger je Ginobilija uvrstil na lestvico najboljših tujcev v ligi NBA.

## Priznanja
| Nagrade - Idealna postava italijanske lige: 1999, 2000, 2001 - Najkoristnejši košarkar italijanske lige: 2000, 2001, 2002 - Najkoristnejši košarkar Evrolige: 2001 - Najkoristnejši košarkar italijanskega pokala: 2002 - Najkoristnejši košarkar NBA: 2005 - Idealna postava Svetovnega prvenstva: 2002, 2006 - Idealna postava Olimpijskih iger: 2004 - Najkoristnejši košarkar Olimpijskih iger : 2004 - Olimpia de Oro: 2003, 2004 (skupaj s Carlosom Tévezem) - 50 najzaslužnejših Evrolige: 2008 | Naslovi - Italijanska liga: 2001 - Italijanski pokal: 2001, 2002 - Evroliga: 2001 - Ameriško prvenstvo: 2001 - NBA: 2003, 2005, 2007 - Poletne Olimpijske igre Zlata medalja: 2004 |